# بتریز حدید مایا
بتریز حدید مایا (انگلیسی: Beatriz Haddad Maia؛ زاده ۳۰ مهٔ ۱۹۹۶) یک تنیس‌باز اهل برزیل است.